# اچ‌ام‌اس تیگرس (۱۹۱۱)
اچ‌ام‌اس تیگرس (۱۹۱۱) (به انگلیسی: HMS Tigress (1911)) یک کشتی بود که طول آن ۷۵ متر (۲۴۶ فوت) بود. این کشتی در سال ۱۹۱۱ ساخته شد.